# Lates longispinis
Lates longispinis är en fiskart som beskrevs av Richard Dane Worthington 1932. Lates longispinis ingår i släktet Lates och familjen Latidae. IUCN kategoriserar arten globalt som otillräckligt studerad. Inga underarter finns listade i Catalogue of Life.